# 西青郊野公园
38°59′47″N 117°08′49″E / 38.99642°N 117.14703°E

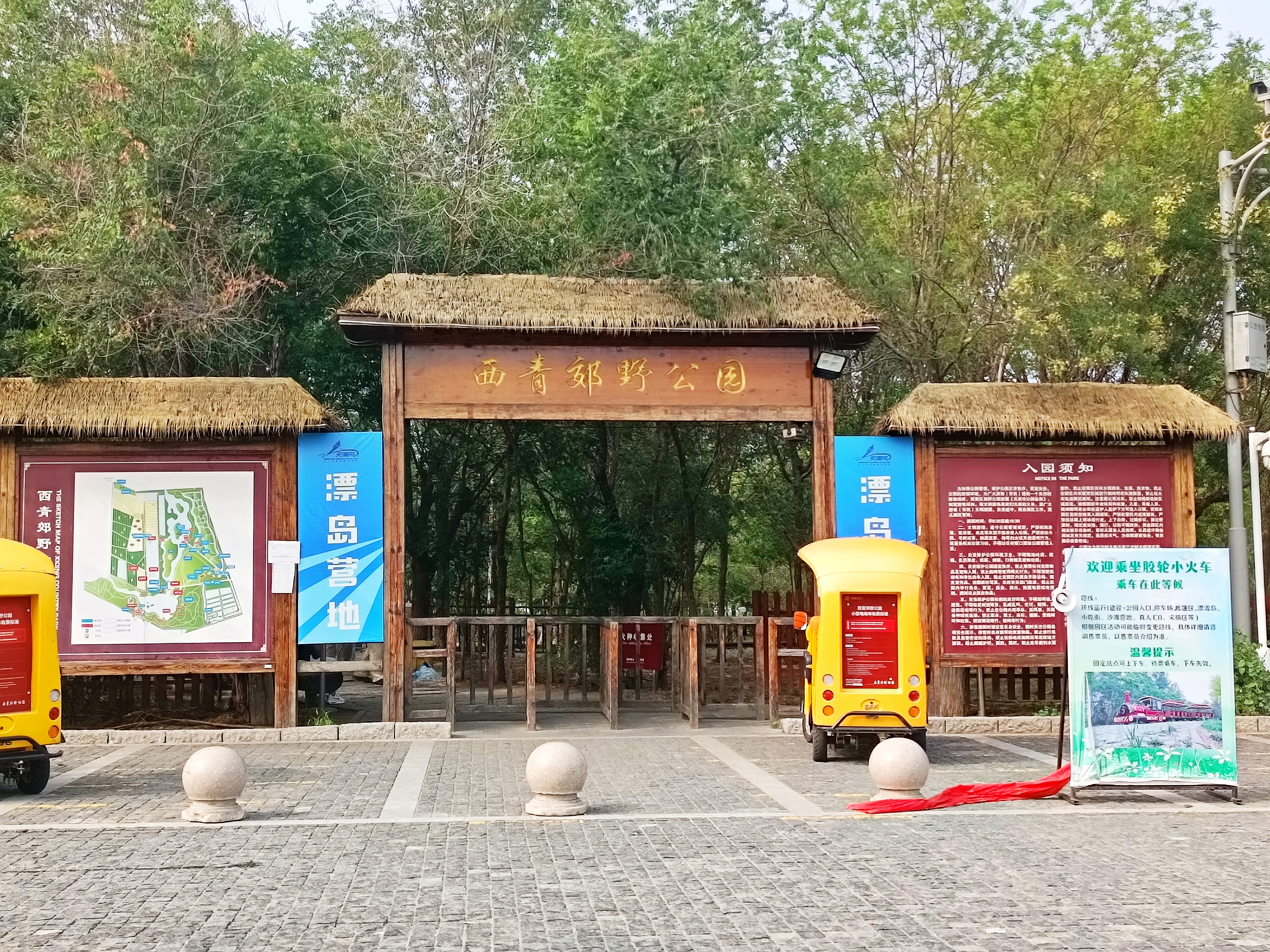
西青郊野公园

西青郊野公园，位于天津市西青区，地处天津中心城区西南，2012年10月率先开工建设一期工程，是天津市16个郊野公园之一。
西青郊野公园的总规划范围东至大沽排河，西至团泊快速路，南至独流减河，北至荣华道。公园的总规划面积为35.8平方公里，其中陆地面积的绿化率为65%，公园的水域面积占总面积的24%。